# Nina Gunke

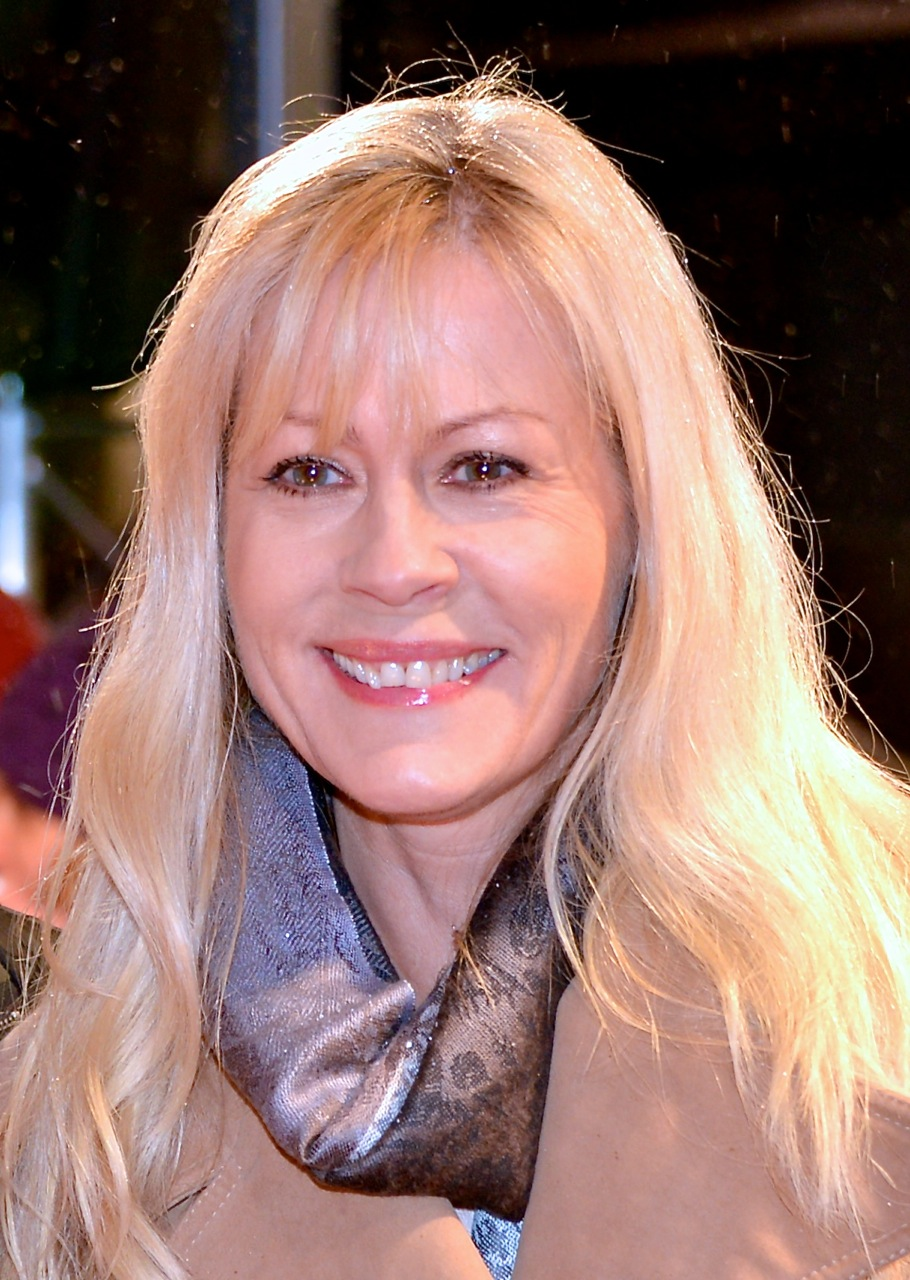
Nina Gunke, 2012

Nina Gunke (* 12. Juli 1955 in Lidingö; eigentlich Anna Katarina Gunke) ist eine schwedische Schauspielerin.

## Leben
Sie begann ihre Filmkarriere Mitte der 1970er Jahre als Darstellerin in pornografischen Kinofilmen. Darunter sind Klassiker des pornografischen Films wie Justine und Juliette (Justine och Juliette, 1975, mit Marie Forså, Anne Bie Warburg und Harry Reems) oder Kommt her, ihr wilden Schwedinnen (Molly, 1977, mit Marie Forså).
Ende der 1970er Jahre gelang Gunke erfolgreich der Wechsel vom Porno-Genre zum Mainstreamfilm und -fernsehen. Zunächst trat sie in den 1980er Jahren vor allem in Fernsehproduktionen auf. Seit den 1990er Jahren kamen vermehrt Kinoproduktionen dazu. Ein erster großer Kinoerfolg war ihre Rolle in Stellan Olssons Film Der schöne Badetag (Den store badedag, 1991). Für ihre Rolle wurde sie 1993 als beste Darstellerin beim Filmfestival Paris ausgezeichnet. Ein weiterer wichtiger Film war Bo Widerbergs Film Schön ist die Jugendzeit (Lust och fägring stor, 1995), in dem sie die Mutter des jugendlichen Hauptdarstellers spielte. Neben ihrer Arbeit für Film und Fernsehen tritt Gunke auch im Theater auf.
Von 1980 bis 1984 war Nina Gunke mit dem Schauspieler Göran Stangertz verheiratet. Ihre Tochter Niki Gunke Stangertz ist ebenfalls Schauspielerin.

## Filmografie (Auswahl)
- 1977: Kommt her, ihr wilden Schwedinnen (Molly)
- 1980: Jauche und Levkojen
- 1984: Der Mann aus Mallorca (Mannen från Mallorca)
- 1991: Der schöne Badetag (Den store badedag)
- 1995: Schön ist die Jugendzeit (Lust och fägring stor)
- 1995: Mörder ohne Gesicht (Mördare utan ansikte)
- 2001: Deadline – Terror in Stockholm (Sprängaren)
- 2005: Das Zeichen des Mörders (Den utvalde)
- 2005: Codename: Medizinmann (Medicinmannen)
- 2013: Maria Wern, Kripo Gotland (Maria Wern) (Fernsehserie, 1 Folge)
- 2013: Mord in Fjällbacka: Die Tränen der Santa Lucia (Fjällbackamorden: Ljusets drottning)